# Deowongo Island
Deowongo Island ist eine kleine bewaldete Insel im Canadarago Lake im US-amerikanischen Bundesstaat New York. Sie ist rund 366 m lang und besitzt dabei eine Fläche von 36.422 m². Ihre maximale Breite beträgt rund 115 m. Mit einer Meereshöhe von 397 Metern reicht die Insel sieben Meter über den Seespiegel.

## Einzelnachweise

Deowongo Island im Canadarago Lake